# Флорімон Роом
Флорімон Роом (1894 — 20 століття) — бельгійський важкоатлет.
Бронзовий призер Олімпійських Ігор 1920 року в легкій вазі.